# Berliner FC Dynamo
Berliner Fußballclub Dynamo, afgekort BFC Dynamo, in de volksmond vaak Dynamo Berlin genaamd, is een Oost-Berlijnse voetbalclub die in 1966 werd opgericht als onderdeel van de nieuwe FC's. In de tijd van de voormalige DDR was BFC Dynamo met tien opeenvolgende landskampioenschappen in de periode 1979 tot 1988 een van de meest succesvolle voetbalverenigingen uit de DDR-Oberliga.
Met name de successen in de jaren tachtig zijn zeker niet onomstreden. BFC Dynamo werd meer en meer als het uithangbord van de communistische partij beschouwd en de veiligheidsdienst Stasi in het bijzonder. De club zou op tal van manieren bevoordeeld zijn, wat de plotselinge en vrijwel perfecte dominantie in de jaren tachtig verklaart.

## Geschiedenis

### Voorgeschiedenis
Zoals elke club met de naam Dynamo in Oost-Duitsland behoorde de club tot de Sportvereinigung Dynamo. De oorsprong van BFC Dynamo gaat terug naar 1954 toen het team van Dynamo Dresden naar Berlijn verhuisde. Dit Dresdense team werd opgebouwd na de verhuizing van SG Volkspolizei Potsdam naar Dresden en werd opgebouwd rond de spelers Herbert Schoen, Günter Schröter en Johannes Matzen. Het team moest de Oberliga-plaats van SG Friedrichstadt overnemen, de officieuze opvolger van traditieclub Dresdner SC, waarvan de meeste spelers naar de Bondsrepubliek gevlucht waren. Na drie seizoenen werd door de overheid beslist om het team van Dresden naar Oost-Berlijn te verhuizen zodat deze stad eindelijk een grote voetbalclub zou hebben.

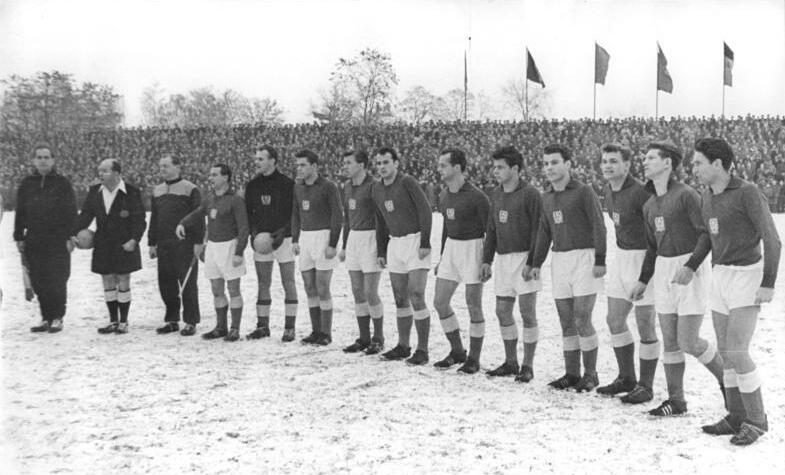
Bekerwinnaar in 1959

Onder de naam SC Dynamo Berlin eindigde de club op een zevende plaats met evenveel punten als ASK Vorwärts Berlin, dat de opvolger was van ASG Vorwärts Leipzig en een jaar eerder naar Berlijn verhuisd was en in de DDR-Liga (tweede klasse), de titel behaald had. Voor de verhuis naar Berlijn had de SV Dynamo al een team in Berlijn dat speelde als SG Dynamo Berlin en omgedoopt werd in Dynamo Berlin-Mitte. In 1957 werd dit team samengevoegd met het tweede elftal van SC Dynamo en speelde onder de naam SG Dynamo Hohenschönhausen in de DDR-Liga. De Stasiclub was niet populair bij de bevolking en had meestal gemiddeld de minste bezoekersaantallen van de Oberliga.
Na een derde plaats in het overgangsseizoen 1955 volgde een degradatie. De club kon wel onmiddellijk kampioen spelen en in 1959 werden ze opnieuw derde en dat jaar won de club ook de FDGB-Pokal in de finale van SC Wismut Karl-Marx-Stadt. Tijdens de winterstop van het seizoen 1965/66 werd de club onderdeel van de FC Dynamo.

### BFC Dynamo in DDR-tijd
In 1966 werd door de overheid besloten dat de voetbalafdelingen van de sportclubs zelfstandig moesten worden als een FC. SC Dynamo werd zo BFC Dynamo en was een van de elf FC's die er waren in de DDR en een van de drie Berlijnse clubs. Doordat Erich Mielke, chef van de Stasi voorzitter van de club werd kreeg deze de bijnaam Stasi-Club. In 1967 volgde al een degradatie, maar het volgende seizoen werd de club kampioen en promoveerde zo terug. De club eindigde nu enkele jaren in de middenmoot en verloor in 1971 de bekerfinale van Dynamo Dresden. Omdat Dresden ook landskampioen werd mocht BFC Dynamo wel naar de Europacup II, waarin ze konden doorstoten tot de halve finale, die ze verloren van Dinamo Moskou. In de competitie werden ze dat jaar vicekampioen met drie punten achterstand op 1. FC Magdeburg. Vier jaar later werd de club opnieuw vicekampioen.

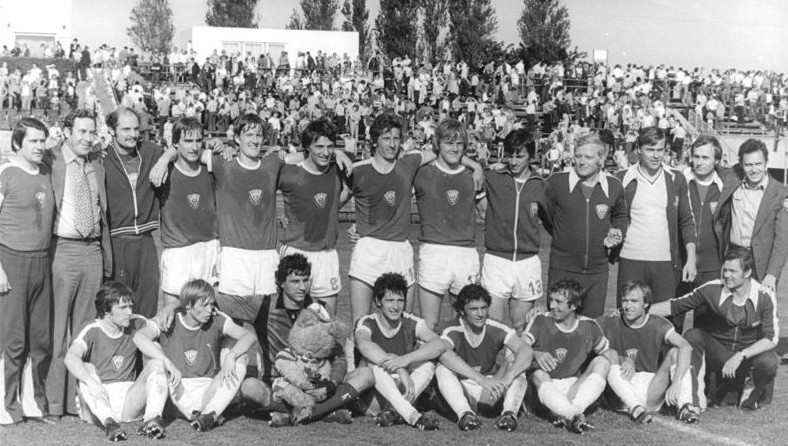
Kampioenenelftal van 1979

Seizoen 1978/79 was een omwenteling in het DDR-voetbal. De club werd voor het eerst kampioen en zou die titel ook de volgende negen seizoenen opeisen waardoor ze maar liefst tien keer op rij kampioen werden. Bij de eerste deelname aan de Europacup bereikte de club de kwartfinale tegen titelverdediger Nottingham Forest. De club ging als eerste Duitse club in Engeland winnen, met 0-1, maar in Berlijn won Nottingham met 1-3 en stootte zo door. Begin jaren tachtig slaagde de club erin om 36 speeldagen ongeslagen te blijven tot seizoen 1983/84 toen FC Karl-Marx-Stadt van de club kon winnen. Datzelfde jaar bereikte de club opnieuw de kwartfinale van de Europacup I en verloor daar van AS Roma. Hoewel geruchten over manipulatie van de competitie nooit volledig uit de weg geruimd werden had de club vele talenten uit de eigen jeugd zoals Andreas Thom, Frank Rohde, Rainer Ernst, Bernd Schulz, Christian Backs en Bodo Rudwaleit. De club haalde wel in 1984 Frank Pastors weg bij HFC Chemie en in 1986 Thomas Doll bij FC Hansa Rostock. Zonder deze transfers zou de club ook succes gehad hebben, maar deze transfers boden ook de spelers een betere mogelijkheid om bijvoorbeeld internationaal voetbal te spelen. Dit zorgde echter voor ontevredenheid bij de fans de andere clubs.
In de jaren tachtig speelde de club ook twee keer tegen West-Duitse elftallen in het Europees voetbal. Dynamo verloor zowel tegen Hamburger SV in 1982 als tegen Werder Bremen in 1988. De fans van de clubs bleven hier echter in de kou staan omdat slechts een beperkt aantal fans de wedstrijden mocht volgen, de rest van de toeganskaarten werd verdeeld over politieke DDR-functionarissen. Dit zorgde er zelfs voor dat het aantal bezoekers bij gewone wedstrijden ook terugliep. In 1988/89, enkele maanden voor Die Wende, werd de club vicekampioen achter Dynamo Dresden, waardoor de hegemonie van de Stasiclub na tien seizoenen doorbroken werd.
De val van de Muur later dat jaar luidde het einde van de sportieve successen van de club in. De club werd heropgericht als FC Berlin tijdens het lopende seizoen op 19 februari 1990 en de club kon nog op een vierde plaats eindigen in 1990. De financiële ondersteuning uit de politiek viel echter weg en vele spelers verlieten de club voor lucratievere contracten in het westen. Na het seizoen 1990/91 hield de Oberliga op te bestaan en werden de clubs geïntegreerd in de Bundesliga. Omdat de competitie als minder sterk aanzien werd als de Bundesliga, zeker na het vertrek van vele sterkhouders, mochten slechts twee clubs in de Bundesliga aantreden en vier clubs in de 2. Bundesliga. Zes andere clubs moesten een kwalificatieronde spelen, waaronder FC Berlin dat slechts elfde geëindigd was, de slechtste prestatie sinds de degradatie in 1967. In de kwalificatieronde met vier clubs eindigde de club tweede achter Stahl Brandenburg met één punt achterstand en moest dus het volgende seizoen van start in de Oberliga Nordost, de derde klasse.

### Teloorgang en heropstanding
In de Oberliga 1991/92 werd de club groepswinnaar en nam deel aan de eindronde voor promotie, maar werd daar slechts derde op vier deelnemers. De volgende twee seizoenen werd de club telkens vierde. In 1994 werd de Regionalliga ingevoerd als nieuwe derde klasse, waar de club zich voor kon plaatsen. De volgende jaren verzeilde de club echter in de middenmoot. Op aandringen van de fans nam de club in 1999 opnieuw de naam BFC Dynamo aan. In 2000 degradeerde de club uit de Regionalliga. Het volgende seizoen werd de club kampioen, maar verloor tegen 1. FC Magdeburg de play-off om de promotie. In 2001 ging de club failliet en werd uit de lopende competitie gezet.
In 2004 kon de club opnieuw promotie afdwingen naar de Oberliga. Na enkele seizoenen in de betere middenmoot werden ze in 2009 vicekampioen achter Tennis Borussia Berlin, zij het met grote achterstand. Na nog een nieuwe vicetitel in 2010 werden ze in 2011 zevende, maar dat jaar wonnen ze wel de Berlijnse beker, waardoor ze zich kwalificeerden voor de eerste ronde van de DFB-Pokal 2011/12. Iets meer dan 10.000 toeschouwers daagden op voor de wedstrijd tegen 1. FC Kaiserslautern, dit was het hoogste aantal sinds het einde van de DDR. Zes jaar later kwamen zelfs 14.000 supporters voor de wedstrijd tegen FC Schalke 04. In 2013 won de club opnieuw de Berlijnse beker, tegen SV Lichtenberg 47. Met 6381 toeschouwers was dit een toeschouwersrecord voor de bekercompetitie sinds 1992 toen deze opnieuw voor heel Berlijn was. In de DFB-Pokal kwamen net geen 10.000 toeschouwers opdagen tegen VfB Stuttgart. In 2014 werd de club reeds negen speeldagen voor het einde kampioen, toen ze 25 punten voorsprong hadden op de nummer twee. Op het moment dat de titel een feit was, 5 april, had de club sinds november 2013 zelfs geen enkel tegendoelpunt gekregen. De volgende jaren in de Regionalliga had de club wisselend succes. In de DFB-Pokal 2018/19 leed de club in het Olympiastadion wel een erg zware 1-9 nederlaag tegen 1. FC Köln maar had wel weer een nieuw toeschouwerrecord met 14.357 supporters.

## Kampioensster discussie
Volgens de regels van de Duitse voetbalbond zou Dynamo Berlin in principe met 3 kampioenssterren op het shirt mogen spelen vanwege de 10 landstitels uit de DDR-tijd, waarmee de club naast Bayern München de enige club in Duitsland zou zijn. De Deutsche Fußball Liga, de voetbalbond van de profclubs, heeft Dynamo Berlin echter slechts 1 ster toegekend, waarbinnen het cijfer 10 vermeld is. Naast Dynamo hebben ook de vroegere Duitse kampioenen 1. FC Nürnberg, 1. FC Köln, 1. FC Kaiserslautern en FC Schalke 04 nog een meningsverschil over de toekenning van kampioenssterren.

## Erelijst
- Kampioen van de DDR

1979, 1980, 1981, 1982, 1983, 1984, 1985, 1986, 1987, 1988
- Oost-Duitse beker

Winnaar: 1959, 1988, 1989
Finalist: 1962, 1971, 1979, 1982, 1984, 1985
- DDR Supercup

1989
- Europa Cup II

Halve finale: 1972
- Oberliga Nordost

1992, 2001, 2014

## Eindklasseringen DDR vanaf 1964
| Seizoen | Divisie      | №  | Duels | Winst | Gelijk | Verlies | Doelsaldo | Punten |
| ------- | ------------ | -- | ----- | ----- | ------ | ------- | --------- | ------ |
| 1963–64 | DDR-Oberliga | 8  | 26    | 9     | 6      | 11      | 35-34     | 24     |
| 1964–65 | DDR-Oberliga | 12 | 26    | 8     | 6      | 12      | 27-37     | 22     |
| 1965–66 | DDR-Oberliga | 9  | 26    | 11    | 3      | 12      | 42-32     | 25     |
| 1966–67 | DDR-Oberliga | 13 | 26    | 6     | 9      | 11      | 28–40     | 21     |
| 1967–68 | DDR-Liga     | 1  | 30    | 20    | 7      | 3       | 64–24     | 47     |
| 1968–69 | DDR-Oberliga | 10 | 26    | 10    | 5      | 11      | 26–37     | 25     |
| 1969–70 | DDR-Oberliga | 6  | 26    | 10    | 8      | 8       | 29–32     | 28     |
| 1970–71 | DDR-Oberliga | 9  | 26    | 10    | 5      | 11      | 31–29     | 25     |
| 1971–72 | DDR-Oberliga | 2  | 26    | 13    | 9      | 4       | 45–20     | 35     |
| 1972–73 | DDR-Oberliga | 6  | 26    | 9     | 8      | 9       | 41–42     | 26     |
| 1973–74 | DDR-Oberliga | 6  | 26    | 12    | 3      | 11      | 42–41     | 27     |
| 1974–75 | DDR-Oberliga | 4  | 26    | 10    | 10     | 6       | 47–29     | 30     |
| 1975–76 | DDR-Oberliga | 2  | 26    | 17    | 3      | 6       | 67–24     | 37     |
| 1976–77 | DDR-Oberliga | 4  | 26    | 14    | 4      | 8       | 43–27     | 32     |
| 1977–78 | DDR-Oberliga | 3  | 26    | 14    | 7      | 5       | 54–25     | 35     |
| 1978–79 | DDR-Oberliga |    | 26    | 21    | 4      | 1       | 75–18     | 46     |
| 1979–80 | DDR-Oberliga |    | 26    | 20    | 3      | 3       | 72–16     | 43     |
| 1980–81 | DDR-Oberliga |    | 26    | 17    | 5      | 4       | 74–31     | 39     |
| 1981–82 | DDR-Oberliga |    | 26    | 18    | 5      | 3       | 74–27     | 41     |
| 1982–83 | DDR-Oberliga |    | 26    | 20    | 6      | 0       | 72–22     | 46     |
| 1983–84 | DDR-Oberliga |    | 26    | 17    | 5      | 4       | 66–36     | 39     |
| 1984–85 | DDR-Oberliga |    | 26    | 20    | 4      | 2       | 90–28     | 44     |
| 1985–86 | DDR-Oberliga |    | 26    | 12    | 10     | 4       | 46–31     | 34     |
| 1986–87 | DDR-Oberliga |    | 26    | 19    | 4      | 3       | 59–20     | 42     |
| 1987–88 | DDR-Oberliga |    | 26    | 15    | 7      | 4       | 59–30     | 37     |
| 1988–89 | DDR-Oberliga | 2  | 26    | 12    | 8      | 6       | 51–32     | 32     |
| 1989–90 | DDR-Oberliga | 4  | 26    | 9     | 12     | 5       | 38–35     | 30     |
| 1990–91 | DDR-Oberliga | 11 | 26    | 7     | 8      | 11      | 25–39     | 22     |

## Eindklasseringen vanaf 1992
| Seizoen    | Competitie            | Niveau | Eindstand | DFB-Pokal | Opmerking |
| ---------- | --------------------- | ------ | --------- | --------- | --- |
| FC Berlin  |                       |        |           |           | |
| 1991/92    | Oberliga Nordost#Nord | III    | 1         | 1e ronde  | < SC Freiburg: 0-2; 3e in promotieserie met VfL Wolfsburg, FSV Zwickau en 1. FC Union Berlin                             |
| 1992/93    | Oberliga Nordost#Nord | III    | 4         | --        | |
| 1993/94    | Oberliga Nordost#Nord | III    | 4         | --        | |
| 1994/95    | Regionalliga Nordost  | III    | 11        | --        | |
| 1995/96    | Regionalliga Nordost  | III    | 13        | --        | |
| 1996/97    | Regionalliga Nordost  | III    | 13        | --        | |
| 1997/98    | Regionalliga Nordost  | III    | 11        | --        | |
| 1998/99    | Regionalliga Nordost  | III    | 8         | --        | winnaar Berliner Landespokal > Türkspor Berlin: 4-1                                                                      |
| BFC Dynamo |                       |        |           |           | |
| 1999/00    | Regionalliga Nordost  | III    | 17        | 2e ronde  | < DSC Arminia Bielefeld: 0-2; finalist Berliner Landespokal > Tennis Borussia Berlin-amateurs: 0-2                       |
| 2000/01    | Oberliga Nordost#Nord | IV     | 1         | --        | promotie play-off > 1. FC Magdeburg: 0-0 / 2-5                                                                           |
| 2001/02    | Oberliga Nordost#Nord | IV     | 17        | --        | faillissement |
| 2002/03    | Verbandsliga Berlin   | V      | 3         | --        | |
| 2003/04    | Verbandsliga Berlin   | V      | 1         | --        | |
| 2004/05    | Oberliga Nordost#Nord | IV     | 6         | --        | |
| 2005/06    | Oberliga Nordost#Nord | IV     | 6         | --        | |
| 2006/07    | Oberliga Nordost#Nord | IV     | 10        | --        | |
| 2007/08    | Oberliga Nordost#Nord | IV     | 5         | --        | |
| 2008/09    | Oberliga Nordost#Nord | V      | 2         | --        | invoering 3. Liga |
| 2009/10    | Oberliga Nordost#Nord | V      | 2         | --        | finalist Berliner Landespokal > Berlin Ankaraspor: 0-1                                                                   |
| 2010/11    | Oberliga Nordost#Nord | V      | 7         | 1e ronde  | < 1. FC Kaiserslautern: 0-3; winnaar Berliner Landespokal > SFC Stern 1900: 2-0                                          |
| 2011/12    | Oberliga Nordost#Nord | V      | 13        | --        | |
| 2012/13    | Oberliga Nordost#Nord | V      | 3         | --        | winnaar Berliner Landespokal > SV Lichtenberg 47: 1-0                                                                    |
| 2013/14    | Oberliga Nordost#Nord | V      | 1         | 1e ronde  | < VfB Stuttgart: 0-2 |
| 2014/15    | Regionalliga Nordost  | IV     | 5         | --        | winnaar Berliner Landespokal > SV Tasmania Berlin: 1-0                                                                   |
| 2015/16    | Regionalliga Nordost  | IV     | 4         | 1e ronde  | < FSV Frankfurt: 0-2 |
| 2016/17    | Regionalliga Nordost  | IV     | 15        | --        | winnaar Berliner Landespokal > FC Viktoria 1889 Berlin: 3-1 n.v.                                                         |
| 2017/18    | Regionalliga Nordost  | IV     | 4         | 1e ronde  | < FC Schalke 04: 0-2; winnaar Berliner Landespokal > Berliner Sport-Club: 2-1                                            |
| 2018/19    | Regionalliga Nordost  | IV     | 12        | 1e ronde  | < 1. FC Köln: 1-9 |
| 2019/20    | Regionalliga Nordost  | IV     | 6         | --        | competitie afgebroken i.v.m. coronapandemie                                                                              |
| 2020/21    | Regionalliga Nordost  | IV     | 6         | --        | competitie afgebroken i.v.m. coronapandemie; winnaar Berliner Landespokal > Berliner AK 07: 2-1                          |
| 2021/22    | Regionalliga Nordost  | IV     | 1         | 1e ronde  | < VfB Stuttgart: 0-6; Ligatopscorer: Christian Beck (23); Verliezer promotieplay-offs > VfB Oldenburg: 0-2 thuis/2-1 uit |
| 2022/23    | Regionalliga Nordost  | IV     | 6         | --        | |
| 2023/24    | Regionalliga Nordost  | IV     | 4         | --        | |
| 2024/25    | Regionalliga Nordost  | IV     | 8         | --        | winnaar Berliner Landespokal > BSV Eintracht Mahlsdorf: 2-0                                                              |
| 2025/26    | Regionalliga Nordost  | IV     | .         | 1e ronde  | < VfL Bochum: 1-3 n.v.                                                                                                   |

## In Europa
Berliner FC Dynamo speelde in totaal 60 wedstrijden voor de diverse Europa Cup toernooien (vaak in de Europa Cup I vanwege de vele kampioenschappen).
De club speelde sinds 1971 in diverse Europese competities. Hieronder staan de competities en in welke seizoenen de club deelnam:
- Europacup I (10x)

1979/80, 1980/81, 1981/82, 1982/83, 1983/84, 1984/85, 1985/86, 1986/87, 1987/88, 1988/89
- Europacup II (2x)

1971/72, 1989/90
- UEFA Cup (3x)

1972/73, 1976/77, 1978/79

## Bekende (oud-)spelers
De navolgende voetballers kwamen als speler van Berliner FC Dynamo uit voor een Europees vertegenwoordigend A-elftal. Tot op heden is Rainer Ernst degene met de meeste interlands achter zijn naam. Hij kwam als speler van Berliner FC Dynamo in totaal 56 keer uit voor het Oost-Duitse nationale elftal.
| Naam                 | Van        | Tot        | Totaal | Nationaal elftal               |
| -------------------- | ---------- | ---------- | ------ | ------------------------------ |
| Andreas Thom         | 10.10.1984 | 28.03.1990 | 51     | Duitse Democratische Republiek |
| Frank Terletzki      | 03.09.1975 | 07.05.1980 | 4      | Duitse Democratische Republiek |
| Ralf Sträßer         | 02.03.1982 | 02.03.1982 | 1      | Duitse Democratische Republiek |
| Werner Lihsa         | 01.11.1972 | 01.11.1972 | 1      | Duitse Democratische Republiek |
| Heiko Bonan          | 12.09.1990 | 12.09.1990 | 1      | Duitse Democratische Republiek |
| Wilfried Klingbiel   | 10.07.1960 | 10.09.1961 | 4      | Duitse Democratische Republiek |
| Martin Skaba         | 14.09.1958 | 19.10.1963 | 8      | Duitse Democratische Republiek |
| Christian Backs      | 26.07.1983 | 06.04.1985 | 9      | Duitse Democratische Republiek |
| Artur Ullrich        | 02.04.1980 | 24.08.1983 | 13     | Duitse Democratische Republiek |
| Hermann Bley         | 21.06.1961 | 21.06.1961 | 1      | Duitse Democratische Republiek |
| Karl-Heinz Holze     | 08.05.1954 | 08.05.1954 | 1      | Duitse Democratische Republiek |
| Harald Schütze       | 09.07.1969 | 09.07.1969 | 1      | Duitse Democratische Republiek |
| Reinhard Lauck       | 26.09.1973 | 12.07.1977 | 28     | Duitse Democratische Republiek |
| Bernd Schulz         | 12.09.1984 | 06.04.1985 | 3      | Duitse Democratische Republiek |
| Ralf Schulenberg     | 27.05.1972 | 28.08.1972 | 3      | Duitse Democratische Republiek |
| Günter Schröter      | 18.09.1955 | 21.11.1962 | 33     | Duitse Democratische Republiek |
| Herbert Schoen       | 20.09.1956 | 27.10.1957 | 6      | Duitse Democratische Republiek |
| Rainer Troppa        | 11.11.1981 | 08.12.1984 | 17     | Duitse Democratische Republiek |
| Waldemar Ksienzyk    | 23.09.1987 | 23.09.1987 | 1      | Duitse Democratische Republiek |
| Norbert Trieloff     | 19.11.1980 | 12.09.1984 | 18     | Duitse Democratische Republiek |
| Hendrik Herzog       | 25.10.1989 | 17.05.1990 | 7      | Duitse Democratische Republiek |
| Bodo Rudwaleit       | 09.02.1979 | 21.09.1988 | 33     | Duitse Democratische Republiek |
| Frank Rohde          | 12.09.1984 | 20.05.1989 | 42     | Duitse Democratische Republiek |
| Werner Heine         | 05.10.1958 | 23.02.1964 | 29     | Duitse Democratische Republiek |
| Hans-Jürgen Riediger | 26.03.1975 | 13.10.1982 | 41     | Duitse Democratische Republiek |
| Rainer Ernst         | 11.11.1981 | 17.05.1990 | 56     | Duitse Democratische Republiek |
| Lutz Eigendorf       | 30.08.1978 | 11.02.1979 | 6      | Duitse Democratische Republiek |
| Burkhard Reich       | 13.05.1987 | 26.01.1990 | 6      | Duitse Democratische Republiek |
| Frank Pastor         | 29.08.1984 | 13.05.1987 | 6      | Duitse Democratische Republiek |
| Conrad Dorner        | 13.08.1958 | 13.08.1958 | 1      | Duitse Democratische Republiek |
| Jochen Carow         | 31.05.1972 | 31.05.1972 | 1      | Duitse Democratische Republiek |
| Michael Noack        | 01.06.1979 | 04.04.1981 | 2      | Duitse Democratische Republiek |
| Thomas Doll          | 20.08.1986 | 17.05.1990 | 28     | Duitse Democratische Republiek |
| Wolf-Rüdiger Netz    | 15.11.1978 | 04.04.1981 | 2      | Duitse Democratische Republiek |
| Waldemar Mühlbächer  | 04.05.1958 | 09.10.1965 | 17     | Duitse Democratische Republiek |